# فرد دوغان
فرد دوغان (بالإنجليزية: Fred Dugan)‏ هو لاعب كرة قدم أمريكية أمريكي، ولد في 12 مايو 1934 في ستامفورد في الولايات المتحدة، وتوفي في 3 مارس 2018.

## وصلات خارجية
- فرد دوغان على موقع مرجع كرة القدم المحترفة.كوم (الإنجليزية)